# Soleb
Soleb is een oude stad in Nubië, in het huidige Soedan. De site ligt ten noorden van de derde cataract aan de linkeroever van de Nijl. De stad werd ontdekt en beschreven door Karl Richard Lepsius in 1844.
Soleb is ook de locatie van een grote necropolis met kleine grafkapellen versierd met piramides. De vroegste koninklijke graven dateren uit de 18e dynastie, terwijl sommige uit de Ramessidische en Meroitische periode stammen.
Tijdens de Amarna-periode (midden-18e dynastie) bezochten verschillende farao's Soleb, zoals Amenhotep III, Achnaton, Toetanchamon en Eje.
Amenhotep III stichtte hier een grote tempel van zandsteen. Het is de meest zuidelijke tempel waarvan bekend is dat hij door deze farao is gebouwd. De tempel was gewijd aan de godheid Amon-Ra en aan de farao, die met ramshoorns vergoddelijkt was. De architect was mogelijk Amenhotep, zoon van Hapoe. In het nabijgelegen Sedeinga bouwde Amenhotep een tempel aan koningin Teje als een manifestatie van het Oog van Ra. De zogenaamde Prudhoe-leeuwen stonden oorspronkelijk met de naam Amenhotep als beschermfiguren in deze tempel. Ze stellen leeuwinnen voor, als symbolen van Sechmet, een belangrijke godheid die de farao's beschermde.